# Maria Laura Rondanini
Maria Laura Rondanini (Napoli, 1º ottobre 1965) è un'attrice italiana.

## Biografia
È una produttrice, ed attrice di teatro e cinematografica con varie opere al suo attivo. 
Il 6 ottobre 2008 si è unita in matrimonio, a Venezia, con l'attore Silvio Orlando. Il matrimonio è stato officiato dal sindaco Massimo Cacciari.

## Teatro
- Le quattro giornate di Napoli, regia di Alfonso Guadagni
- Napoli effetto notte, regia di Alfonso Guadagni
- Guappo di cartone di Raffaele Viviani, regia di Armando Pugliese (1990)
- L'ammalato per apprensione, tratto da Molière, regia di Roberto De Simone (1990)
- Il drago di Evgenij Schwarz, regia di Roberto De Simone (1991)
- Il canto de li cunti, regia di Roberto De Simone (1991)
- Santarella di Eduardo Scarpetta, regia di Luigi De Filippo (1993)
- Un brutto difetto di Eduardo Scarpetta, regia di Mario Scarpetta
- Miseria e nobiltà di Eduardo Scarpetta, regia di Mario Scarpetta
- Cani e gatti di Eduardo Scarpetta, regia di Luigi De Filippo
- Non ti pago di Eduardo De Filippo, regia di Carlo Giuffré (1996)
- Don Raffaele il trombone e Cupido scherza e spazza di Peppino De Filippo, regia di Silvio Orlando (1998)
- L'amico di papà di Eduardo Scarpetta, regia di Mario Scarpetta (1999)
- Eduardo al Kursaal, atti unici giovanili di Eduardo De Filippo, regia di Armando Pugliese (2001)
- Questi fantasmi! di Eduardo De Filippo, regia di Armando Pugliese (2004)
- Ci pensa mamma di Gaetano Di Maio, regia di Giacomo Rizzo (2007)
- Se non ci sono altre domande, testo e regia di Paolo Virzì (2011)
- Il nipote di Rameau di Denis Diderot, regia di Silvio Orlando (2011)
- La scuola di Domenico Starnone, regia di Daniele Luchetti (2015)
- Lacci di Domenico Starnone, regia di Armando Pugliese (2016)
- Si nota all'imbrunire, testo e regia di Lucia Calamaro, Festival dei Due Mondi di Spoleto (2018)

## Filmografia

### Cinema
- Morte di un matematico napoletano, regia di Mario Martone (1992)
- Il consiglio d'Egitto, regia di Emidio Greco (2002)
- Il posto dell'anima, regia di Riccardo Milani (2003)
- Pater familias, regia di Francesco Patierno (2003)
- Certi bambini, regia di Andrea e Antonio Frazzi (2004)
- La grande bellezza, regia di Paolo Sorrentino (2013)
- Un altro ferragosto, regia di Paolo Virzì (2023)

### Televisione
- Ultimo - La sfida, regia di Michele Soavi – miniserie TV (1999)
- Padri e figli, regia di Gianfranco Albano, Gianni Zanasi – miniserie TV (2005)
- Cefalonia, regia di Riccardo Milani – miniserie TV (2005)
- Giovanni Falcone - L'uomo che sfidò Cosa Nostra, regia di Andrea e Antonio Frazzi – miniserie TV (2006)
- Questo è amore, regia di Riccardo Milani (2007)
- Tutti pazzi per amore – serie TV (2008)
- Il delitto di via Poma, regia di Roberto Faenza – film TV (2011)